# Ataenius platensis
Ataenius platensis är en skalbaggsart som beskrevs av Blanchard 1846. Ataenius platensis ingår i släktet Ataenius och familjen Aphodiidae. Inga underarter finns listade.